# 1998 RN13
1998 RN13 är en asteroid i huvudbältet som upptäcktes den 1 september 1998 av den australiensiske astronomen Frank B. Zoltowski i Woomera.